# Chandler Riggs
Chandler Riggs (Atlanta, 27 juni 1999) is een Amerikaans acteur. Hij speelde onder meer Carl Grimes in meer dan 70 afleveringen van de televisieserie The Walking Dead.